# Руди (Пулавський повіт)
Руди (пол. Rudy) — село в Польщі, у гміні Конськоволя Пулавського повіту Люблінського воєводства.
Населення — 336 осіб (2011).

## Демографія
Демографічна структура станом на 31 березня 2011 року:
|          | Загалом | Допрацездатний вік | Працездатний вік | Постпрацездатний вік |
| -------- | ------- | ------------------ | ---------------- | -------------------- |
| Чоловіки | 180     | 28                 | 123              | 29                   |
| Жінки    | 156     | 21                 | 83               | 52                   |
| Разом    | 336     | 49                 | 206              | 81                   |